# Johann Parler der Jüngere

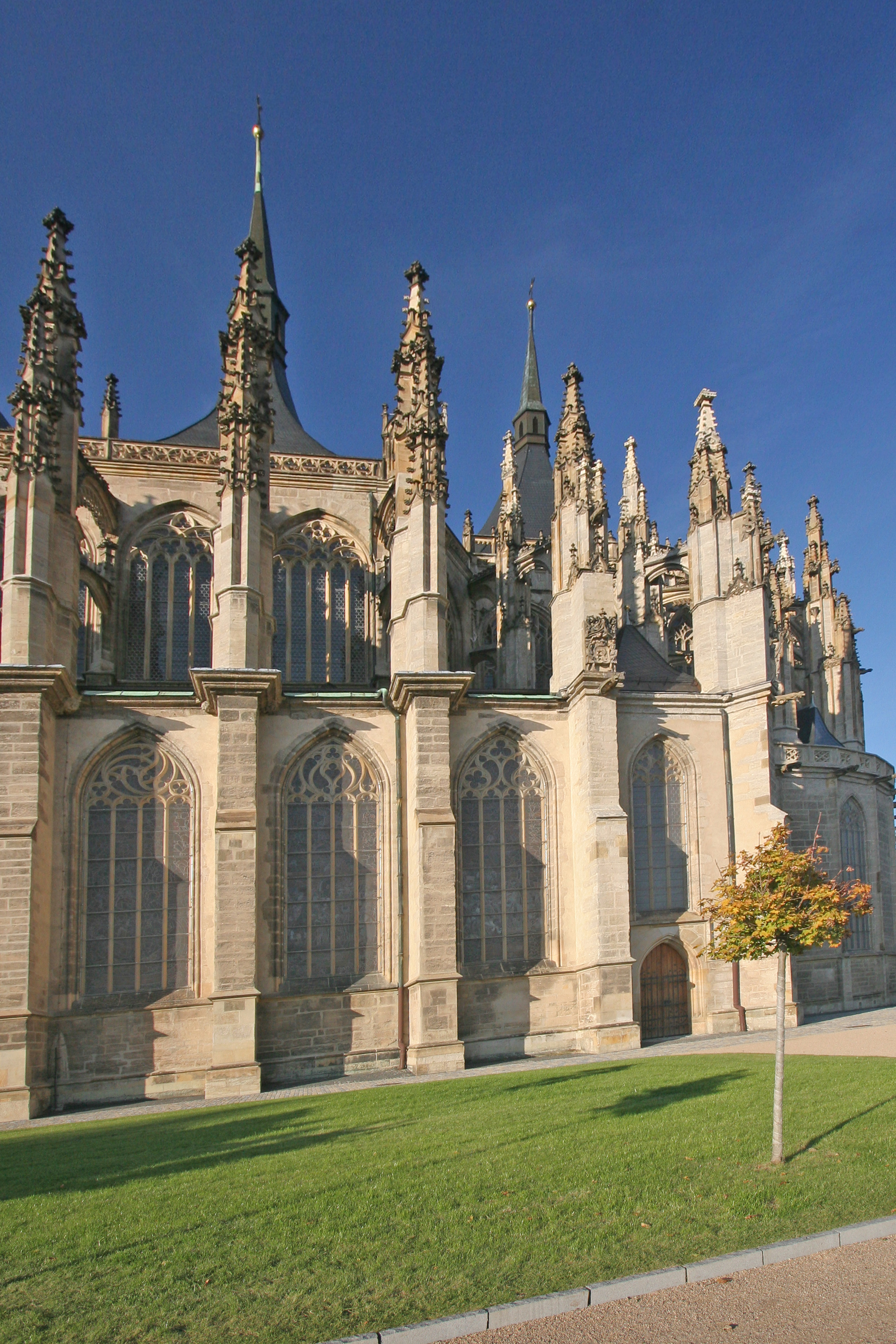
Dom der heiligen Barbara in Kutná hora

Johann Parler (tschechisch Jan Parléř; * vermutlich 1359 in Prag; † 1405 oder 1406), auch genannt Johann Parler der Jüngere, war ein bedeutender Architekt aus der deutschen Familie Parler.
Er ist der Sohn des Dombaumeisters Peter Parler. Nach dem Tod seines Vaters leitete er einige Jahre die Arbeiten am Veitsdom in Prag. Zu seinem berühmtesten Werk gehört der Dom der heiligen Barbara in Kutná Hora, dessen erster Architekt er gewesen ist. Der Dom befindet sich heute auf der Liste des UNESCO-Welterbes. In Kutná Hora baute er auch die Wälsche Kapelle.

## Trivia
Im 2025 erschienen Videospiel Kingdom Come Deliverance 2 kommt Johann Parler als NPC vor, mit dem man interagieren kann. Der Spieler hilft Parler hier dabei, den im Bau befindlichen Dom der heiligen Barbara durch abergläubische  Mittel vor Schaden zu bewahren.